# هاتتوری ۷۳۰۸
سیارک ۷۳۰۸ (به انگلیسی: 7308 Hattori، نامگذاری:1995BQ4) هفت هزار و سیصد و هشتمین سیارک کشف شده‌است که در ۳۱ ژانویه ۱۹۹۵ کشف شد.
قدر مطلق سیارک برابر ۱۲٫۳۰ است.